# Paral·lel 8° sud
El paral·lel 8° sud és una línia de latitud que es troba a 8 graus sud de la línia equatorial terrestre. Travessa l'oceà Atlàntic, l'Àfrica, l'Oceà Índic, el Sud-est Asiàtic, l'Australàsia, l'Oceà Pacífic i Amèrica del Sud.

## Geografia
En el sistema geodèsic WGS84, al nivell de 8° de latitud sud, un grau de longitud equival a 110,242 km; la longitud total del paral·lel és de 39.687 km, que és aproximadament 99,0% de la de l'equador, del que es troba a 885 km i a 9.117 km del pol Sud

## Arreu del món
A partir del Meridià de Greenwich i cap a l'est, el paral·lel 8° sud passa per: 
| Coordenades                             | País. Territori o mar            | Notes |
| --------------------------------------- | -------------------------------- | --- |
| 8° 0′ S, 0° 0′ E / 8.000°S,0.000°E      | Oceà Atlàntic                    | |
| 8° 0′ S, 13° 11′ E / 8.000°S,13.183°E   | Angola                           | |
| 8° 0′ S, 17° 29′ E / 8.000°S,17.483°E   | R.D. del Congo                   | |
| 8° 0′ S, 18° 10′ E / 8.000°S,18.167°E   | Angola                           | |
| 8° 0′ S, 18° 18′ E / 8.000°S,18.300°E   | R.D. del Congo                   | |
| 8° 0′ S, 18° 23′ E / 8.000°S,18.383°E   | Frontera R.D. del Congo / Angola | |
| 8° 0′ S, 18° 31′ E / 8.000°S,18.517°E   | Angola                           | |
| 8° 0′ S, 18° 48′ E / 8.000°S,18.800°E   | Frontera R.D. del Congo / Angola | |
| 8° 0′ S, 19° 22′ E / 8.000°S,19.367°E   | Angola                           | |
| 8° 0′ S, 21° 46′ E / 8.000°S,21.767°E   | R.D. del Congo                   | |
| 8° 0′ S, 30° 27′ E / 8.000°S,30.450°E   | Llac Tanganyika                  | |
| 8° 0′ S, 30° 53′ E / 8.000°S,30.883°E   | Tanzània                         | |
| 8° 0′ S, 39° 27′ E / 8.000°S,39.450°E   | Oceà Índic                       | Passa al sud de l'illa de Mafia, Tanzània |
| 8° 0′ S, 39° 45′ E / 8.000°S,39.750°E   | Tanzània                         | Illa de Chole |
| 8° 0′ S, 39° 48′ E / 8.000°S,39.800°E   | Oceà Índic                       | |
| 8° 0′ S, 110° 15′ E / 8.000°S,110.250°E | Indonèsia                        | Illa de Java |
| 8° 0′ S, 114° 25′ E / 8.000°S,114.417°E | Mar de Bali                      | Passa al nord de l'illa de Bali, Indonèsia                                                                                                   |
| 8° 0′ S, 117° 9′ E / 8.000°S,117.150°E  | Mar de Flores                    | Passa al nord de l'illa de Sumbawa, Indonèsia                                                                                                |
| 8° 0′ S, 122° 47′ E / 8.000°S,122.783°E | Mar de Banda                     | Passa al nord de l'illa de Flores (Indonèsia) · Passa al nord de l'illa d‘Alor, Indonèsia                                                    |
| 8° 0′ S, 125° 43′ E / 8.000°S,125.717°E | Indonèsia                        | Illes de Liran i Wetar |
| 8° 0′ S, 125° 48′ E / 8.000°S,125.800°E | Estret de Wetar                  | Passa al nord de l'illa de Kisar, Indonèsia                                                                                                  |
| 8° 0′ S, 129° 39′ E / 8.000°S,129.650°E | Indonèsia                        | Illa de Babar |
| 8° 0′ S, 129° 48′ E / 8.000°S,129.800°E | Mar de Timor                     | |
| 8° 0′ S, 131° 12′ E / 8.000°S,131.200°E | Indonèsia                        | Illa de Yamdena |
| 8° 0′ S, 131° 19′ E / 8.000°S,131.317°E | Mar d'Arafura                    | |
| 8° 0′ S, 137° 50′ E / 8.000°S,137.833°E | Indonèsia                        | Illes de Yos Sudarso i Nova Guinea |
| 8° 0′ S, 141° 1′ E / 8.000°S,141.017°E  | Papua Nova Guinea                | Illa de Nova Guinea |
| 8° 0′ S, 143° 55′ E / 8.000°S,143.917°E | Golf de Papua                    | |
| 8° 0′ S, 145° 48′ E / 8.000°S,145.800°E | Papua Nova Guinea                | Illa de Nova Guinea |
| 8° 0′ S, 147° 57′ E / 8.000°S,147.950°E | Mar de Salomó                    | |
| 8° 0′ S, 156° 31′ E / 8.000°S,156.517°E | Illes Salomó                     | Illa de Ranongga |
| 8° 0′ S, 156° 35′ E / 8.000°S,156.583°E | Mar de Salomó                    | |
| 8° 0′ S, 156° 56′ E / 8.000°S,156.933°E | Illes Salomó                     | Illa de Kolombangara |
| 8° 0′ S, 157° 11′ E / 8.000°S,157.183°E | Golf de Kula                     | |
| 8° 0′ S, 157° 23′ E / 8.000°S,157.383°E | Illes Salomó                     | Illa de Nova Geòrgia |
| 8° 0′ S, 157° 33′ E / 8.000°S,157.550°E | Estret de Nova Geòrgia           | |
| 8° 0′ S, 158° 53′ E / 8.000°S,158.883°E | Illes Salomó                     | Illa de Santa Isabel |
| 8° 0′ S, 159° 24′ E / 8.000°S,159.400°E | Oceà Pacífic                     | Passa al sud de l'illa de Dai, Illes Salomó                                                                                                  |
| 8° 0′ S, 178° 20′ E / 8.000°S,178.333°E | Tuvalu                           | Atol de Nukufetau |
| 8° 0′ S, 178° 24′ E / 8.000°S,178.400°E | Oceà Pacífic                     | El paral·lel defineix la frontera marítima septentrional de Illes Cook des del meridià 167 a l'oest fins al meridià 156 a l'oest             |
| 8° 0′ S, 140° 43′ O / 8.000°S,140.717°O | Polinèsia Francesa               | Illa d'Eiao |
| 8° 0′ S, 140° 40′ O / 8.000°S,140.667°O | Oceà Pacífic                     | |
| 8° 0′ S, 79° 13′ O / 8.000°S,79.217°O   | Perú                             | |
| 8° 0′ S, 73° 40′ O / 8.000°S,73.667°O   | Brasil                           | Acre Amazonas Rondônia Amazonas Mato Grosso Pará Tocantins Maranhão - for about 11 km Tocantins Maranhão Piauí Pernambuco Paraíba Pernambuco |
| 8° 0′ S, 34° 50′ O / 8.000°S,34.833°O   | Oceà Atlàntic                    | Passa al sud de l'illa de l'Ascensió, Santa Helena, Ascensió i Tristan da Cunha                                                              |